# Liolaemus boulengeri
Liolaemus boulengeri är en ödleart som beskrevs av  Koslowsky 1896. Liolaemus boulengeri ingår i släktet Liolaemus och familjen Tropiduridae. Inga underarter finns listade i Catalogue of Life.